# Svenska Järnvägsverkstäderna

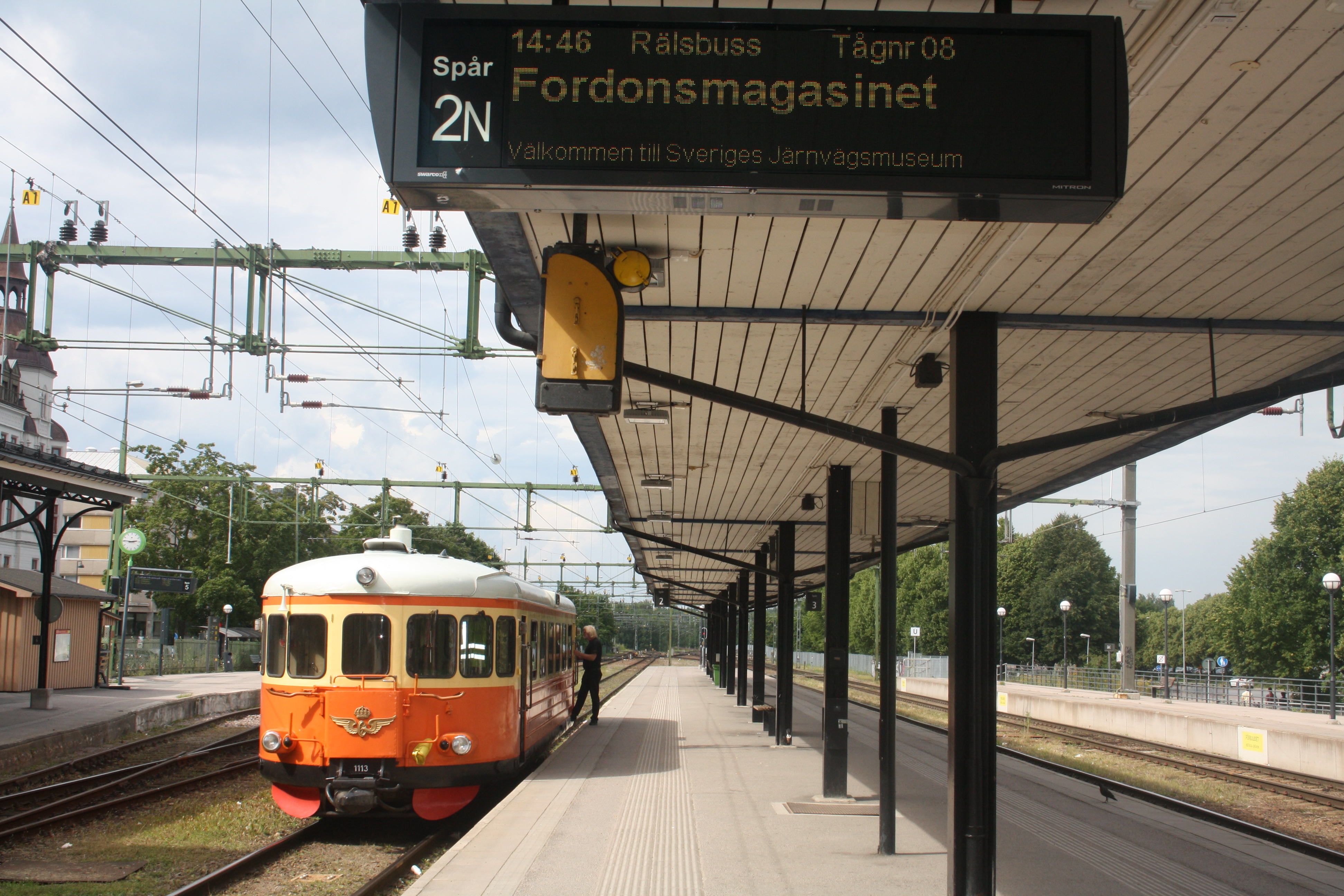
Rälsbuss littera Y7 som bland annat tillverkades vid ASJ.

AB Svenska Järnvägsverkstäderna eller ASJ, var ett svenskt verkstadsföretag som tillverkade främst järnvägsfordon och flygplan men även värmeväxlare, värmepannor, lastmaskiner och busskarosser. Företaget existerade 1907–1972.

## Historik
År 1907 grundades ASJ i Linköping av bröderna Carl Johan och Erland Uggla, vilka tidigare varit verksamma vid Södertelge Verkstäder. År 1917 köpte företaget Arlövs Mekaniska Verkstad och Waggonfabrik i Arlöv och Vagn- & Maskinfabriksaktiebolaget i Falun i Falun.
År 1931 började ASJ tillverka karosser till bussar och lastbilar, med bland annat Volvo och Scania-Vabis som kunder. Tillverkningen av karosser inleddes då järnvägsbeställningarna varierade mycket under 1920-talet samtidigt som man såg att busstillverkningen ökade. Karosstillverkningen pågick fram till 1958 då tillverkningen av karosser flyttades till Svenska Karosseri verkstäderna AB, SKV i Katrineholm.
År 1932 grundades dotterbolaget ASJA, ASJs aeroplanavdelning. I samband med detta köptes Svenska Aero upp. 1939 köptes ASJA av Svenska Aeroplan AB, som idag heter Saab AB.
År 1933 avled grundaren och VD-posten övertogs av Peter Koch (1934; levde 1886–1974) och därefter av Ragnar Wahrgren (1935–1939) och Tryggve Holm (1940–1950), som båda därefter blev VD för Saab AB.
År 1952 köpte ASJ upp Swendsén & Wikström AB värmepannefabrik i Gävle, 1955 fick företaget namnet ASJ-Parca AB, senare Parca-Norrahammar. Vad namnet Parca kommer ifrån är inte fastställt, men på parca översatt från latin blir snål eller effektiv.
År 1960 byggde ASJ-Parca den första lastmaskinen i Arlöv, Parca 854. Tillverkning av dumperkärror flyttades från Linköping till Arlöv. ASJ Parca konstruerade och byggde en jordbrukstraktor samt de ramstyrda lastmaskinerna Parca 10 och Parca 16 i Arlöv.
År 1968 sålde ASJ-Parca av lastmaskinerna till Volvo BM och verksamheten flyttades till Arvikaverken.
År 1968 ingick ASJ ett samarbetsavtal med Bröderna Forss AB i Mjölby, ASJ-Forss bildades. Då flyttades tillverkningen av tankvagnar och skåp till Mjölby. Tillverkningen av flak- och skogsvagnar samt öppna vagnar blev kvar i Linköping. I slutet av 1968 var all verksamhet överförd till ASJ-Forrs som nu hyrde lokaler i Linköping av ASJ.
År 1968 började ASJ tillverka båtar. En kabinkryssare, en minihavskryssare och några olika motorbåtstyper började tillverkas. ASJ sålde båtverksamheten till Fisksätra varv 1972 då affären inte var lyckad.
År 1972 avvecklade ASJ sin rälsfordonstillverkning, som då flyttades över till Hägglund & Söner.
ASJ gick i konkurs, men återuppstod under namnet Nya ASJ för att slutligen avvecklas år 2013.
ASJ:s värmeprodukters namn Parca ingår fortfarande i Osby-Parca.

## Produkter
ASJ tillverkade under 1950- och 1960-talen förutom rälsbussar, järnvägsvagnar  och lok (bl.a. T21 och T23 för SJ) även spårvagnar, bland annat M28-modellen för Göteborgs spårvägar. För Stockholms tunnelbana tillverkades C1-modellen och dess efterföljare C2, C3 och C4 i samarbete med Asea. Folkparca är en motorbåt som började tillverkas av AB Svenska Järnvägsverkstäderna.
ASJ:s satsning på flyg genom AB Svenska Järnvägsverkstädernas Aeroplanavdelning (ASJA) ledde senare till att Saab bildades i Linköping och att ASJ:s flygverksamhet blev en del av Saab. Vagnfabriken i Arlöv kom senare att tillverka Saab Sonett, Saab 95, Saab 99 och Saab 900. 
Exempel på fordon som tillverkats av ASJ. Observera att flera produkter samtillverkades med andra bolag som t.ex. ASEA.

### Ellok

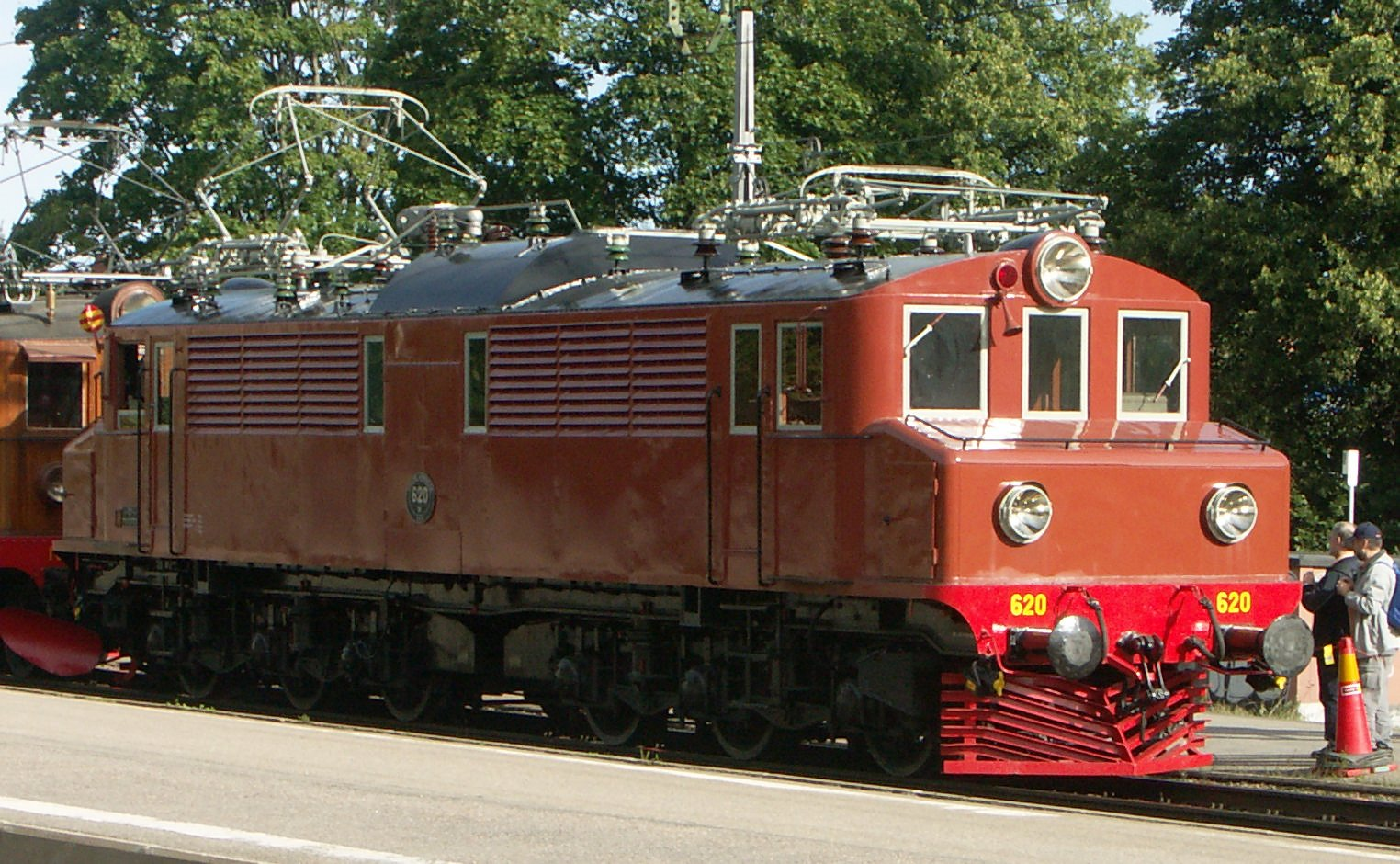
SJ Mg 620, tillverkad i samarbete med ASEA hos ASJA i Falun 1944 med tillverkningsnummer 510. Totalt tillverkades 17 exemplar varav sex i Falun. (SJ 604–620)
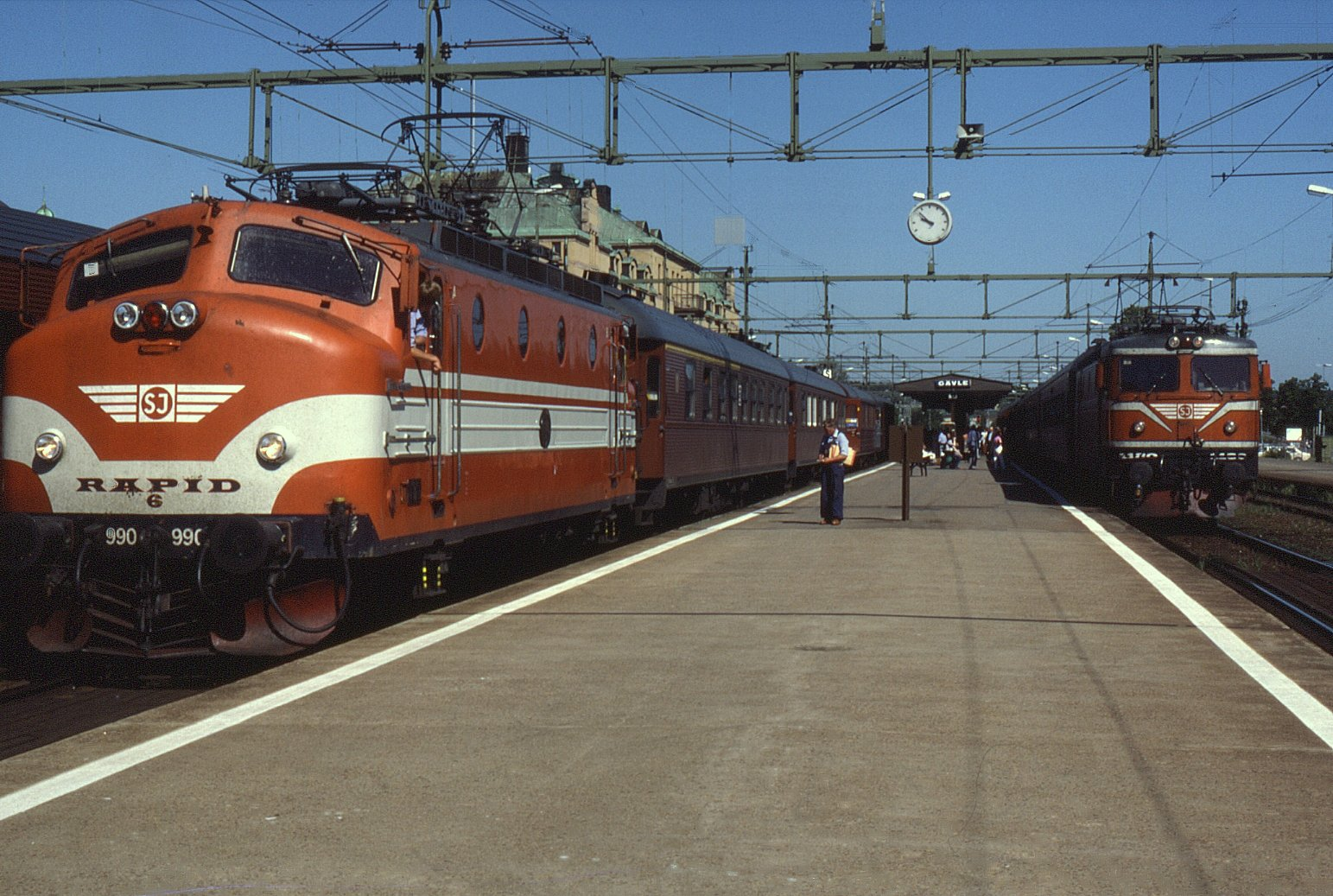
SJ Ra 990, tillverkad i samarbete med ASEA hos ASJA i Falun 1961 med tillverkningsnummer 826. Totalt tillverkades 10 exemplar varav åtta i Falun. (SJ 847–847, 987–994)

### Motorvagnståg

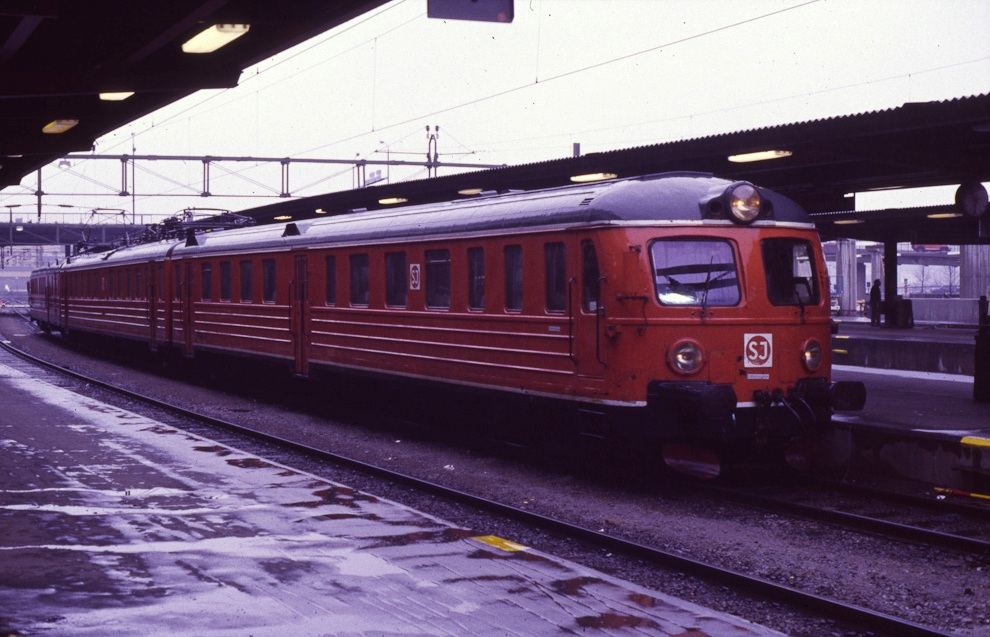
SJ X5, korgar till 4 st 1948
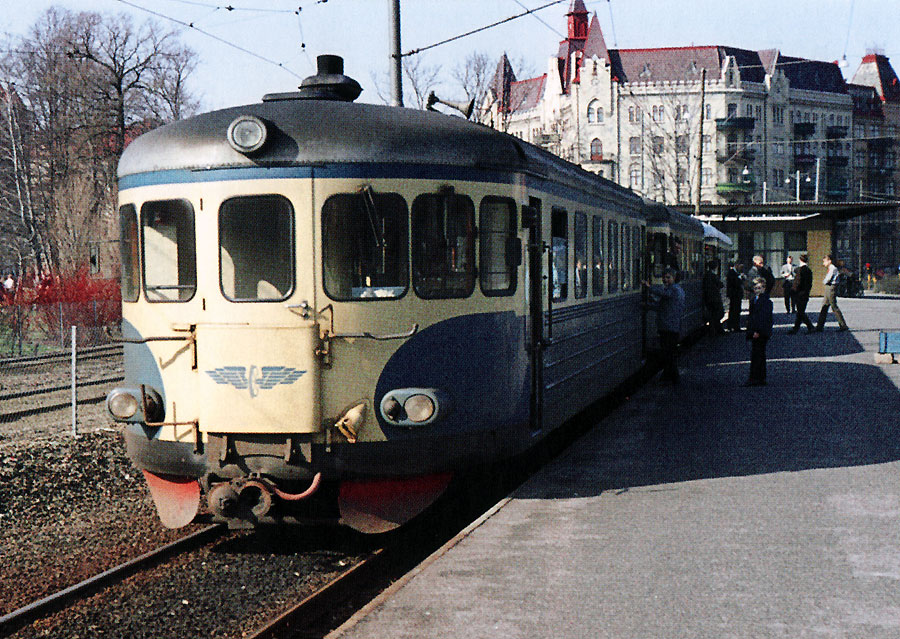
GSJ Y6, 5 st 1954 (GSJ 1–5)
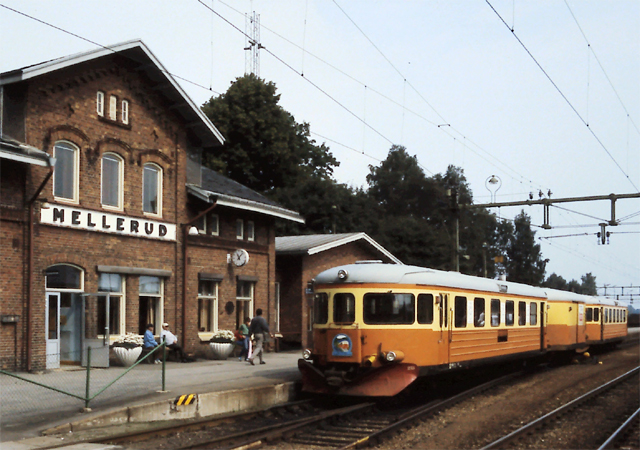
SJ Y7, 45 st 1958 (SJ 1163–1207)
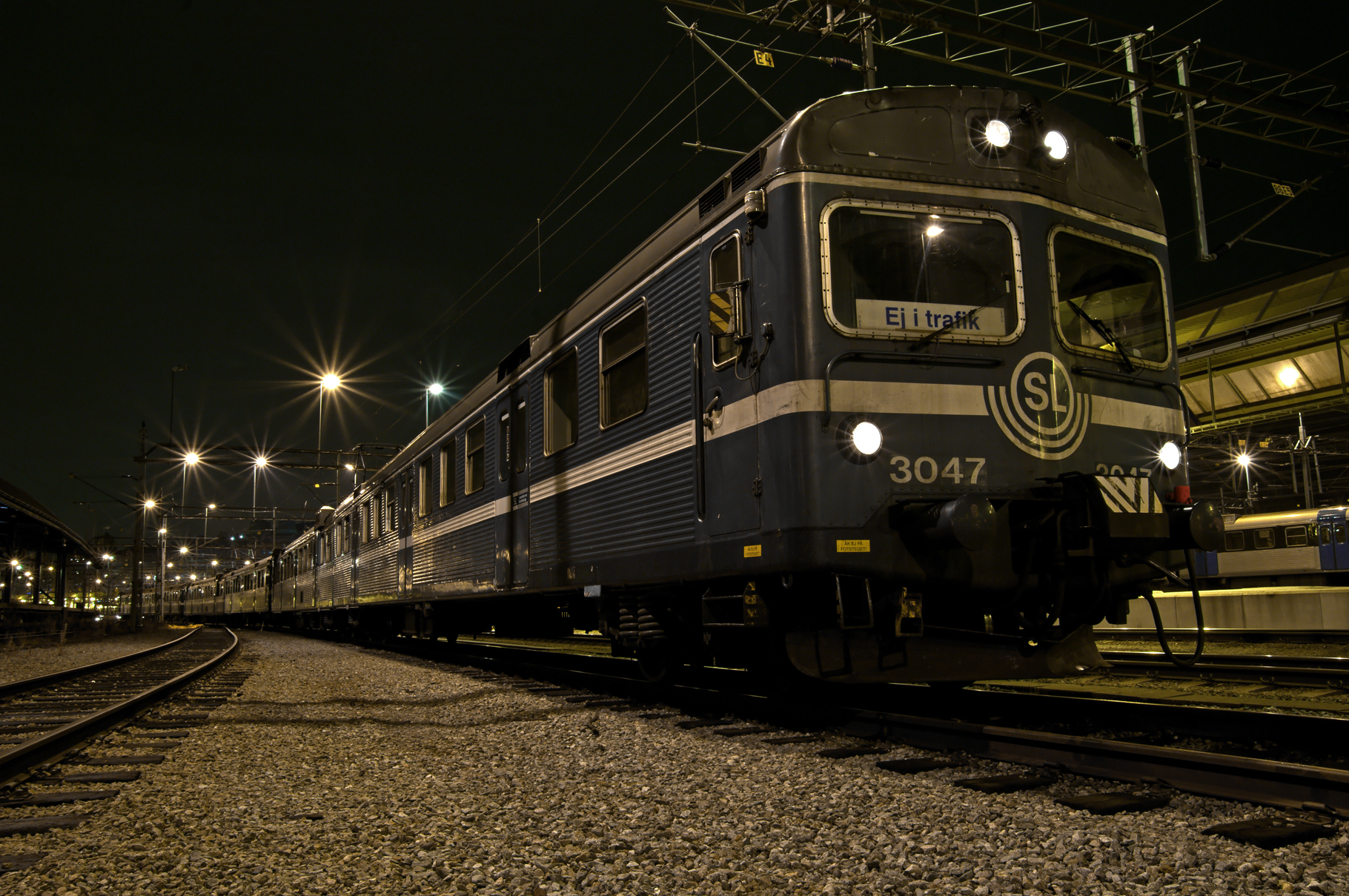
SJ/SL X1-korgar till 102 st 1967 (SJ 3001–3102)

### Personvagnar

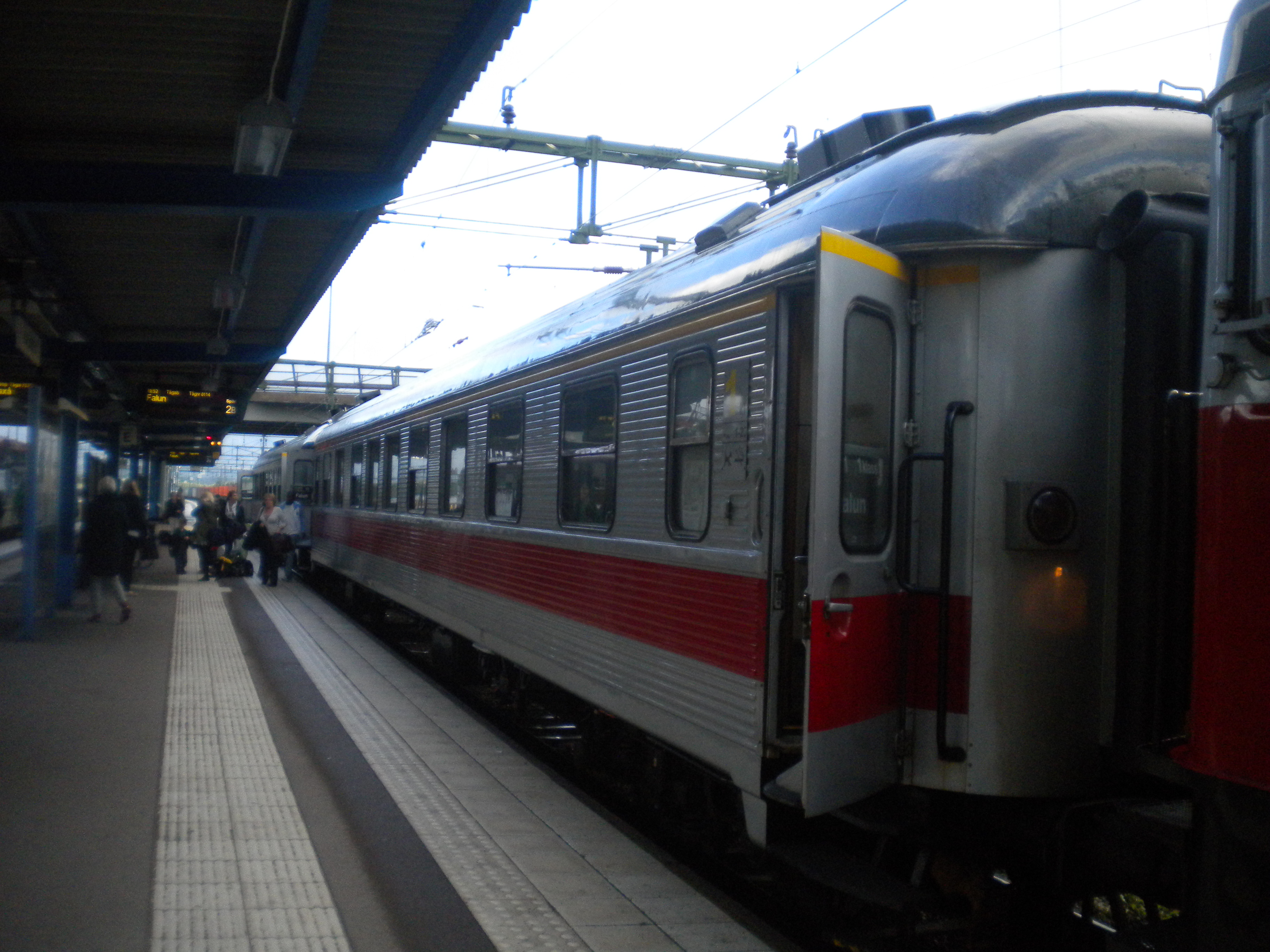
En personvagn av typen AB3

## Buss
- Touristbussar ASJ (1948)[8]
- Touristbussar ASJ Pullman Klass (1949) [9]